# Katarzyna (poemat)

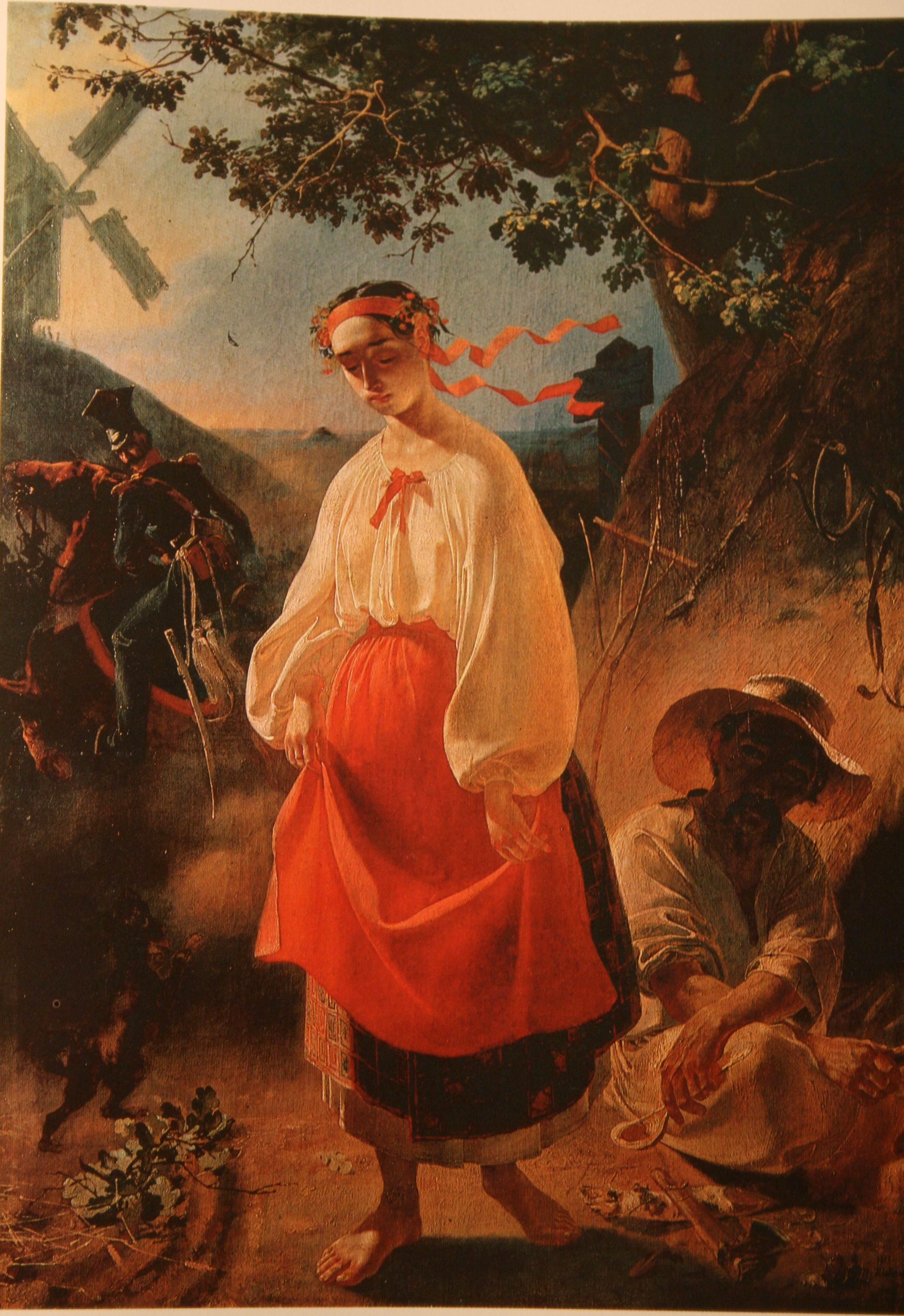
Taras Szewczenko, ilustracja do poematu Katarzyna z 1842

Katarzyna (oryg. ukr. Катерина) – poemat Tarasa Szewczenki napisany w 1838. Opublikowany w tomie Kobziarz dwa lata później po drobnych zmianach wprowadzonych przez cenzurę. Dedykowany Wasilijowi Żukowskiemu.

## Okoliczności powstania utworu
Poemat Katarzyna powstał najprawdopodobniej z inspiracji romantycznym europejskim poematem lirycznym, przeniesionej we współczesne poecie realia społeczne Ukrainy. Prawdopodobnie Szewczenko znał również wcześniejsze utwory poetów i pisarzy rosyjskich, poruszających problem ubogiej dziewczyny uwiedzionej i porzuconej przez szlachcica (np. Biedna Liza Nikołaja Karamzina, Eda Jewgienija Baratynskiego).

## Treść
Poemat rozpoczyna się wezwaniem do dziewcząt ukraińskich, by nie wchodziły w związki uczuciowe z Moskalami (tj. żołnierzami rosyjskimi). Zdaniem podmiotu lirycznego relacja taka może skończyć się jedynie nieszczęściem, czego przykładem ma być los tytułowej bohaterki poematu.
Katarzyna, wiejska dziewczyna, wbrew ostrzeżeniom rodziców spotykała się nocą z żołnierzem rosyjskim imieniem Iwan, nie dbając o złą opinię wśród ludzi, jaką w ten sposób zdobyła. Nieoczekiwanie żołnierz został wezwany do udania się na front, przed odjazdem obiecał jednak Katarzynie, że jeśli nie zginie, wróci, by się z nią ożenić. Po jego odjeździe dziewczyna odkryła, że jest w ciąży; urodziła syna. Stała się obiektem plotek i szyderstw we wsi, została wypędzona z domu przez rodziców. Opuściła z dzieckiem rodzinną wieś, chcąc piechotą udać się do Moskwy i tam odnaleźć ukochanego. Po wielu upokorzeniach i trudach spotkała wreszcie Iwana na gościńcu, na czele oddziału konnicy. Ten jednak odepchnął ją, nie chciał również przyznać się do ojcostwa jej dziecka. Oszalała z rozpaczy Katarzyna zostawiła dziecko przy drodze, skąd zabrał je leśnik, sama zaś pobiegła do lasu i rzuciła się do stawu.
Po kilku latach drogą do Kijowa szedł stary lirnik, prowadzony przez nadzwyczajnej urody chłopczyka. Nagle drogą przejeżdżał wspaniały, sześciokonny wóz, a w nim zamożne rosyjskie małżeństwo z dziećmi. Jadąca powozem kobieta wezwała chłopca do siebie, by dać mu grosz jałmużny. Jej mąż odwrócił głowę - poznał w dziecku własnego syna.

## Forma utworu
W poemacie główna treść fabularna przeplata się z refleksją moralno-filozoficzną nad opisywanymi wydarzeniami, potępienie postępowania rosyjskiego żołnierza i skarga nad losem Katarzyny - z ostrzeżeniem dla innych dziewcząt, by nie powtarzały jej błędu. Podmiot liryczny pyta o przyczyny zła i niesprawiedliwości na świecie, których symbolem staje się los tytułowej bohaterki, nie jest jednak w stanie znaleźć na nie odpowiedzi - zna je tylko Bóg. Dzieło zawiera równocześnie liczne opisy ukraińskiej przyrody, której piękno - dziki las, kwitnący sad, step - pozostaje w silnym kontraście z tragicznym losem głównej bohaterki (podobny zabieg zostanie zastosowany w poemacie Sen).
Poemat był tłumaczony na język polski przez Bohdana Łepkiego, Antoniego Gorzałczyńskiego i Władysława Syrokomlę, zaś fragmentarycznie - także przez Leonarda Sowińskiego.